# Прейзердауль (комуна)
Прейзердауль (люксемб. Préizerdaul, фр. Préizerdaul, нім. Préizerdaul) — комуна Люксембургу. Входить до складу кантону Реданж в окрузі Дикірх.

## Географія
Площа території комуни становить 15,60 км² (77-е місце за цим показником серед 116 комун Люксембургу).
Висота найвищої точки комуни над рівнем моря складає 402 метрів (56-е місце за цим показником серед комун країни), найнижчої — 255 метрів (65-е місце).

## Демографія
Станом на 2011 рік на території комуни мешкало 1 398 ос.
Динаміка чисельності населення:

## Адміністративний поділ
До складу комуни входять такі поселення:
| Поселення | Населення за даними переписів: | Населення за даними переписів: | Населення за даними переписів: |
| Поселення | на 31.03.1981                  | на 01.03.1991                  | на 15.02.2001                  |
| --------- | ------------------------------ | ------------------------------ | ------------------------------ |
| Беттборн  | 148                            | 172                            | 218                            |
| Платен    | 228                            | 279                            | 507                            |
| Прац      | 316                            | 306                            | 347                            |
| Раймберг  | 117                            | 130                            | 172                            |